# Games (Segers)
Games is een compositie voor saxofoonkwartet, bestaande uit sopraan-, alt-, tenor- en baritonsaxofoon, met brassband van de Belgische componist Jan Segers uit 1986. De componist heeft later ook een bewerking voor  harmonieorkest en fanfare geschreven. De compositie werd geschreven in opdracht van de BRT voor een wedstrijd van de Europese Radio Unie. 
Het werk werd op cd opgenomen door de Koninklijke Muziekkapel van de Belgische Luchtmacht en het Saxophone Quartet Saxstory.